# النهضة الإسبانية
يُشير مصطلح النهضة الإسبانية (بالإنجليزية: Spanish Renaissance)‏ إلى النهضة التي حدثت في إسبانيا انطلاقًا من حركة النهضة التي شهدتها إيطاليا خلال القرن الرابع عشر والتي امتدت إلى إسبانيا خلال القرنين الخامس والسادس عشر.
تلقى هذا التركيز الجديد في مجالات الفن والأدب والاقتباسات والعلوم المستوحى من التقاليد اليونانية الرومانية في العصور الكلاسيكية القديمة، دُفعة كبيرة من الأحداث الهامة في عام 1492، ومن بينها:
- سقوط الأندلس أثناء حرب غرناطة، والتي تُعتبر آخر مدينة كان قد سكنها وحكمها المسلمون في شبه الجزيرة الأيبيرية، إلى جانب ظاهرة التحول الديني القسري للآلاف من المسلمين واليهود الموجودين في إسبانيا.
- الاكتشاف الرسمي للنصف الغربي من الكرة الأرضية «الأمريكتان».
- ظهور القواعد اللغوية الأولى الخاصة باللغة الأوربية العامية، «بالإسبانية: Gramática de la lengua castellana» عن طريق العالم الإسباني أنطونيو دي نبريخا.

## الخلفية التاريخية
ترتبط بداية عصر النهضة في إسبانيا ارتباطًا وثيقًا بالحياة التاريخية والسياسية لحكومة الملوك الكاثوليك. إذ يُعتبرون من أوائل الذين استغنوا عن نهج العصور الوسطى التي تضمنت حكم إقطاعي للملك الضعيف على طبقة النبلاء القوية. يعمل الملوك الكاثوليك على توحيد قوى الدولة الأولى وعلى التحالف مع العائلات الرئيسية للنبلاء للحفاظ على سلطتهم. تستخدم عائلة ميندوزا، وهي واحدة من عائلات النبلاء، هذا الأسلوب الجديد للتمييز بين أفرادها، وبالتالي حماية الملكية.
شيئًا فشيئًا، أدخل فن الرواية إلى البلاط الملكي وبين رجال الدين، وقد مُزج مع الأساليب الأيبيرية البحتة، مثل الفن النصري لمملكة غرناطة المحتضرة والفن القوطي القشتالي المرموق والتوجهات الفلمنكية في اللوحات الرسمية الموجودة داخل البلاط الملكي والكنيسة. أدّى تبنّي هذه الأساليب إلى وضع تأويل خاص بالنهضة الأرثوذكسية، والذي أصبح يُدعى «بلاتريسك-صائغ الفضة». بناءً على ذلك، أُحضر العديد من الفنانين الثانويين من إيطاليا وأُرسل بعض المتدربين الإسبان إلى المتاجر الإيطالية، وبدورهم قاموا بإحضار التصاميم والخطط المعمارية والكتب والنقوش واللوحات وما إلى ذلك، والتي استُخدمت في تشكيل مواضيع اللوحات وتقنياتها.
كان الملك تشارلز الأول أكثر استعدادًا لأسلوب الفن الجديد هذا، الذي يُدعى، بشكل متناقض، «الأسلوب القديم» والذي حُوّل إلى أسلوب العصور القديمة الكلاسيكية. أُنجزت بعضًا من أجمل الأعمال الفنية التي تبنّت أسلوب عصر النهضة الإسباني المميز والفريد تحت رعايته المباشرة، ومن بينها: أعمال ألونسو دي كوفاروباياس وتيتيان الذي لم يوافق أبدًا على الانتقال إلى إسبانيا. من بين الرسامين ذو الكفاءة العالية، بعيدًا عن فناني البلاط، كان بيدرو بيروجويت وخوان دي خوانيس وباولو دا سان ليوكاديو، ثم تلاهم كل من يانيز دي لا ألمازان وجيرارد دي لوس ليانوس.
شاع استخدام الألوان الزيتية في الرسم خلال النهضة الإسبانية. وتميزت اللوحات بتصميمها الداخلي الخاضع تمامًا لقوانين فن الرسم المنظوري دون التركيز المُفرط على الأشخاص. إذ جميع الأشخاص في اللوحة لهم الحجم ذاته والبنية الجسدية الصحيحة ذاتها.
توضع الألوان والظلال في درجات لونية متعددة وفقًا للتعاليم الإيطالية، وذلك لإبراز النمط الإيطالي فيها، بالإضافة إلى ذلك، كان من الشائع إضافة عناصر منسوخة مباشرةً من النمط الإيطالي مثل رسم الشمعدانات (أو الخضار أو إله الحب كيوبيد في محيطً إطار اللوحة) أو الآثار الرومانية في المناطق الريفية بما في ذلك مشاهد مرتبطة بحياة المسيح.

## اللوحات والمنحوتات

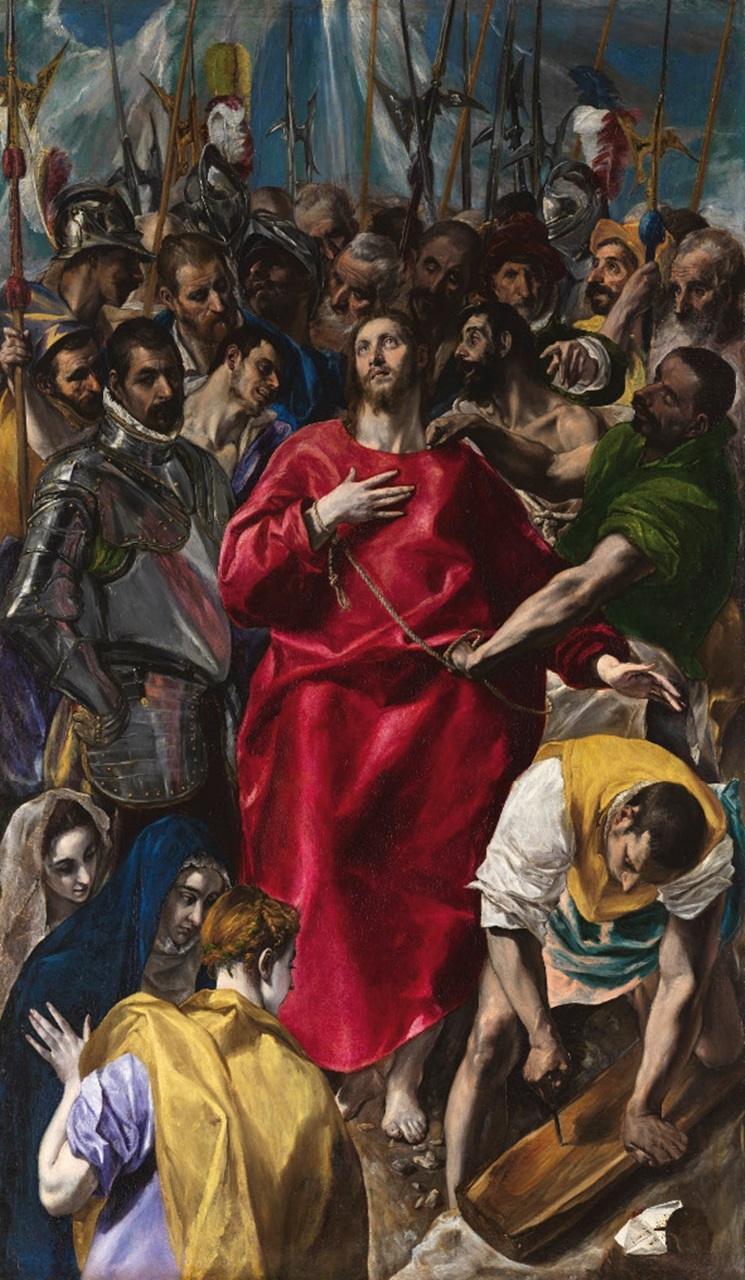
تَعْرِيَة الْمَسيح، بريشة إل غريكو من مُقتَنيات كاتدرائية طليطلة.

### الرسامون
- بيدرو بيروجويت
- ألونزو بيروجويت
- خوان دي فلانديز
- فرناندو غاليغو
- إل غريكو
- لويس دي موراليس
- خوان بانتوجا دي لا كروز
- ألونسو سانشيز كويلو
- صفونيسبا أنجيسولا
- فرناندو يانيز دي لا ألمدينا
- بارتولومي غونزاليس ياسيرانو
- دييغو فيلاثكيث

### اللوحات
- لوحة دفن كونت أورغاز (بالإنجليزية: The Burial of the Count of Orgaz) للرسام إل غريكو
- لوحة الفارس الذي يضع يده على صدره (بالإنجليزية: The Nobleman with his Hand on his Chest) للرسام إل غريكو
- لوحة موت لاكون (كاهن من طروادة) (بالإنجليزية: Laocoön) للرسام إل غريكو
- لوحة عيد البشارة (بالإنجليزية: Annunciation) للرسام بيدرو بيروجويت
- لوحة بيتا (بالإنجليزية: Pieta) للرسام فرناندو غاليغو
- بورتريه إيزابيل كلارا يوجينا (بالإنجليزية: Portrait of Isabel Clara Eugenia) للرسام ألونسو سانشيز كويلو
- لوحة عذراء مغارة الحليب أو العذراء والطفل (بالإنجليزية: Virgin of the Milk or Virgin with Child) للرسام لويس دي موراليس

### النحاتون
- خوان دي أنشيتا
- غاسبار بيسيرا
- ألونسو بيروجويت
- فيليب بيغارني
- داميا فورمينت
- استيبان جوردان
- خوان دي جوني
- بارتولومي أوردونيز
- دييغو سيلوي